# Piazza dei Miracoli

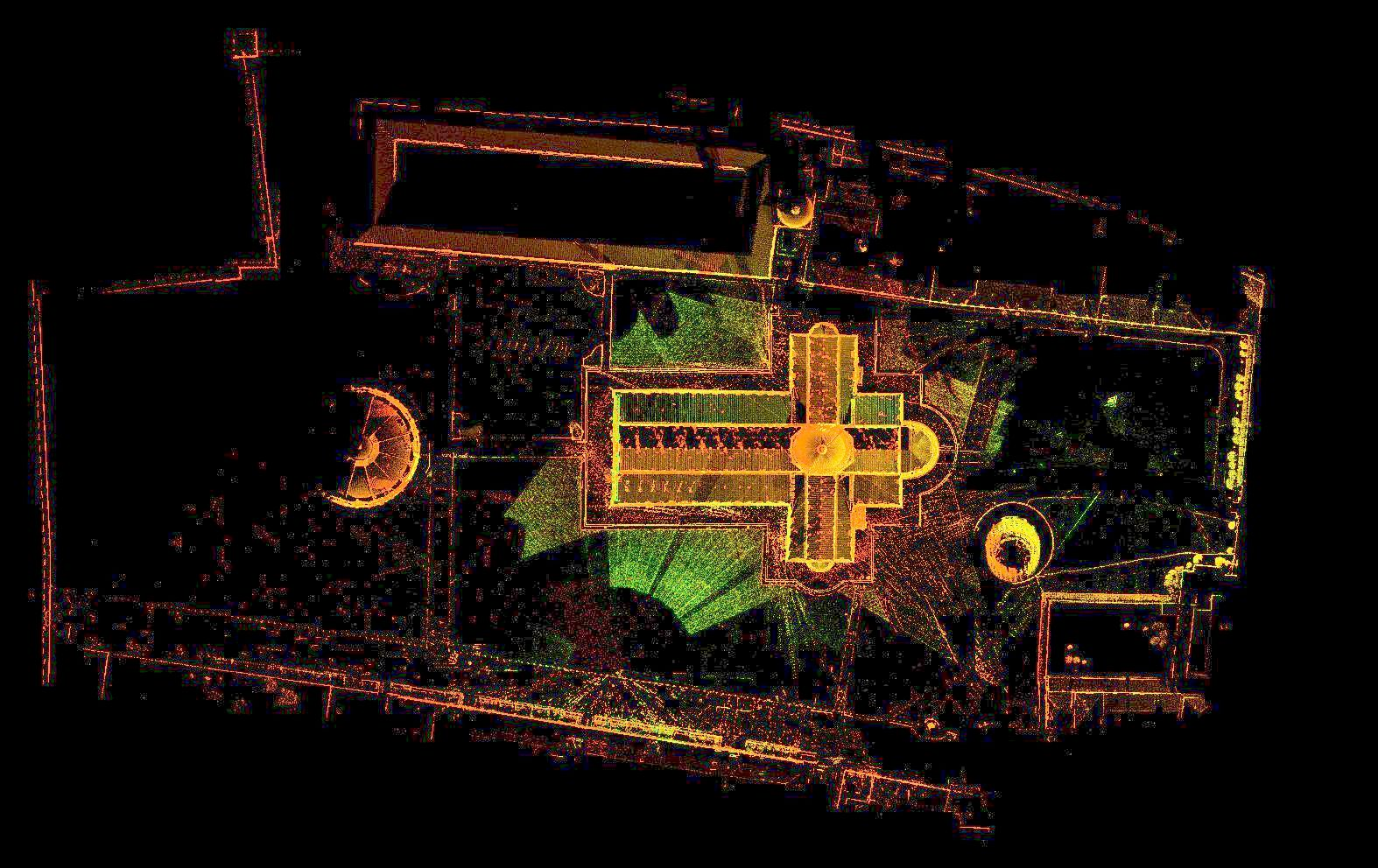
Flygperspektiv av Piazza del Duomo, skapat med laserskanning i ett samarbetsprojekt mellan CyArk och Ferraras universitet. Domkyrkan har ett korsformat plan och ligger i en öst-västlig axel med absiden i öster.

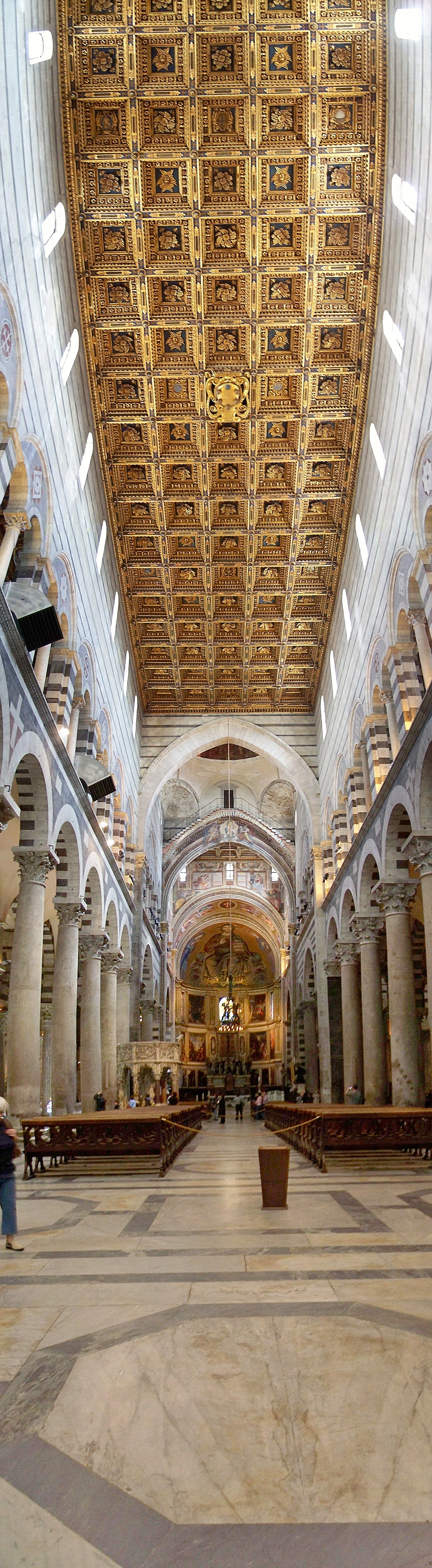
Interiören i Duomo

Piazza dei Miracoli ("Mirakeltorget") eller Piazza del Duomo ("Domkyrkotorget") är ett stort muromgärdat område norr om centrala Pisa i Toscana, Italien, ansett som ett av huvudcentren i världen för medeltida konst. Området, som delvis täcks av gräs och delvis av plattor, domineras av sina fyra religiösa byggnadsverk: Duomo di Pisa (domkyrkan), Lutande tornet i Pisa (domkyrkans kampanil), Battistero di San Giovanni (dopkapellet) och Camposanto monumentale (kyrkogården).
Namnet Piazza dei Miracoli skapades av den italienska författaren och poeten Gabriele d'Annunzio som, i sin roman Forse che sì forse che no (1910) beskrev torget på följande sätt:

L’Ardea roteò nel cielo di Cristo, sul prato dei Miracoli.

vilket betyder: "Ardea rullade över Kristus tak, över Mirakelängarna."
Ofta gör folk misstaget att blanda ihop termen med Campo dei Miracoli ("Mirakelfälten"). Detta förekommer som ett påhittat magiskt fält i boken Pinocchio, där ett guldmyntsfrö växer till ett pengaträd.
1987 blev torget och dess byggnader ett världsarv.

## Duomo di Pisa

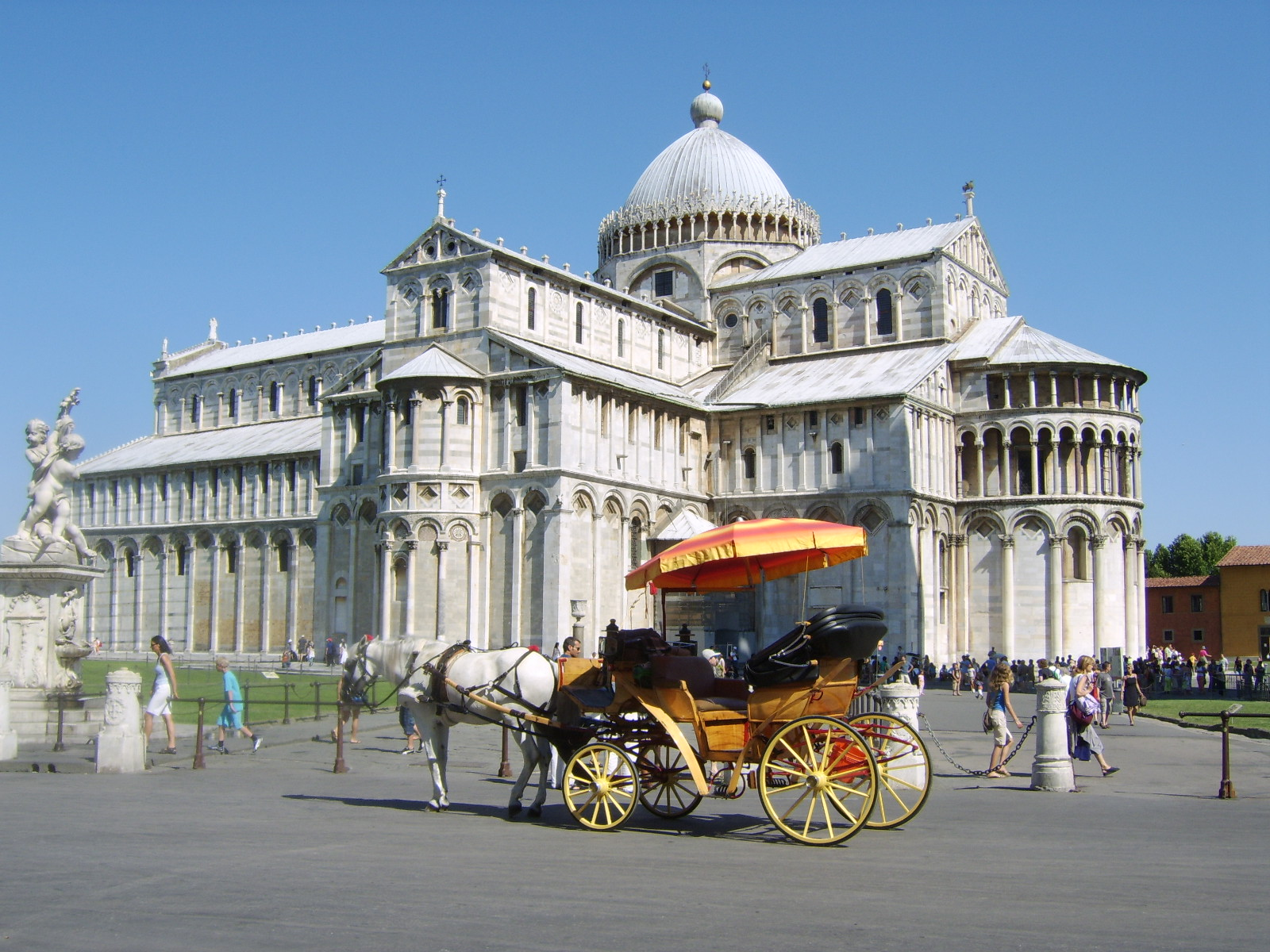
The Compound; notera Pisagripen högt över absiden, uppe till höger i bild, ovanpå en kolonn

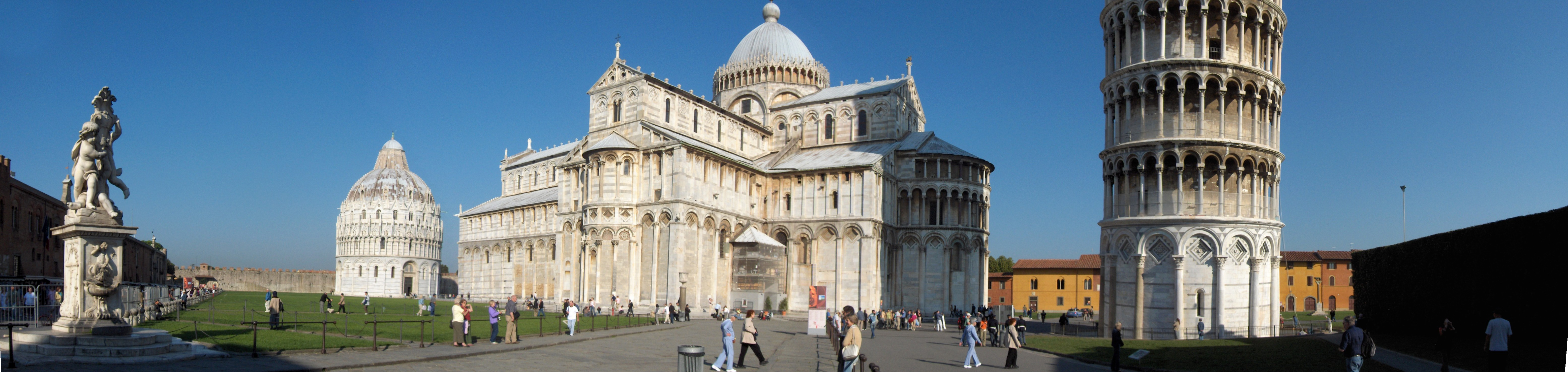
Panoramavy

Torgets hjärta är "Duomo", den medeltida domkyrkan tillhörande Romersk-katolska ärkestiftet Pisa, tillägnad Jungfru Marie himmelsfärd. Byggnaden är en femskeppig katedral med ett tvärskepp med två sidoskepp. Kyrkan är även känd som Primatet, då ärkebiskopen av Pisa är primas sedan 1092.
Katedralen började byggas 1064 av arkitekten Buscheto, och blev modell för Pisas distinktiva romanska arkitekturstil. Interiörens mosaik, liksom spetsbågarna, visar på stor bysantinsk påverkan.
Fasaden, i grå marmor och vita stensättningar med skivor av färgad marmor, byggdes av mästaren Rainaldo, som påvisas genom en inskription över mittporten: Rainaldus prudens operator.

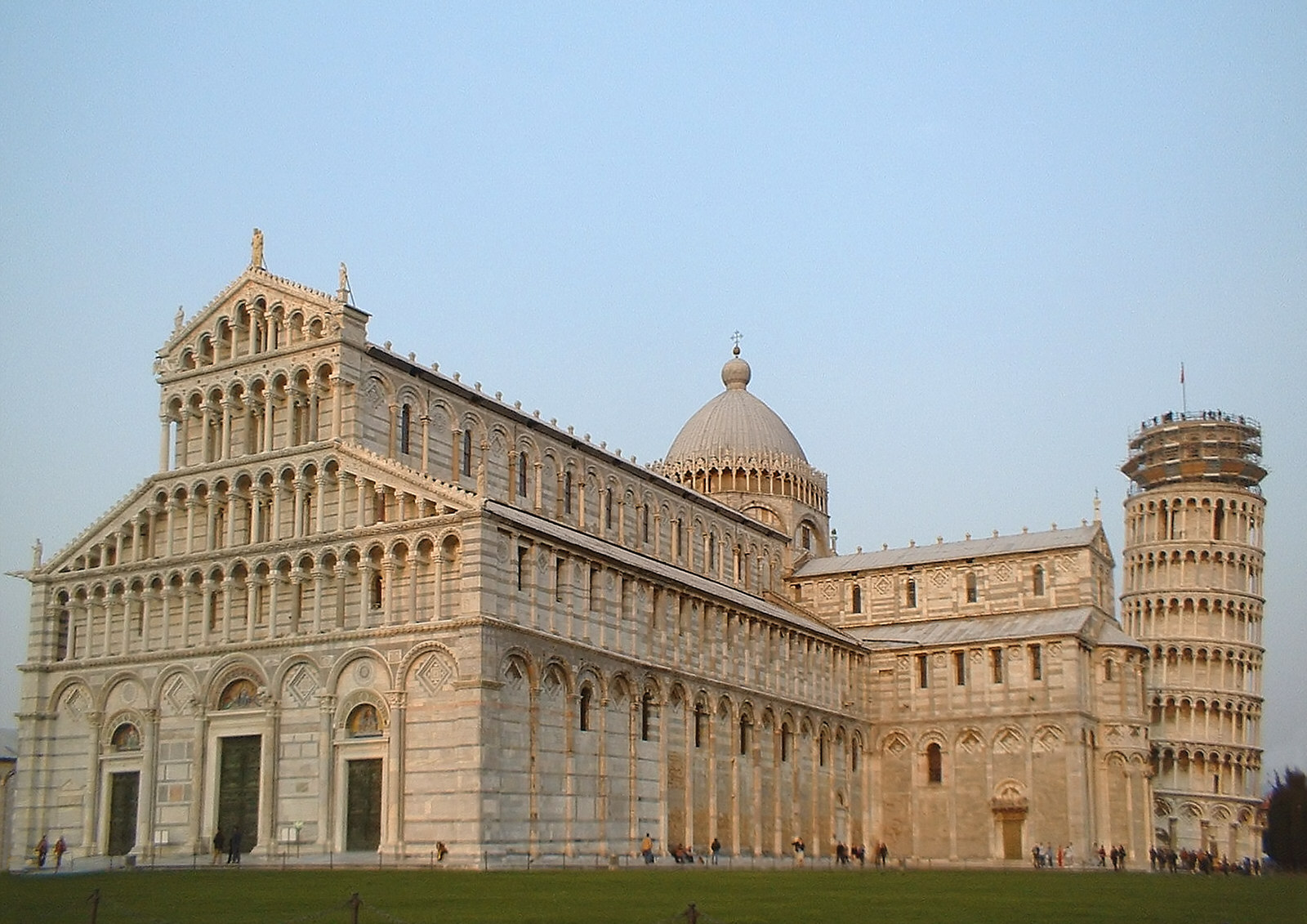
Katedralen i solnedgången.

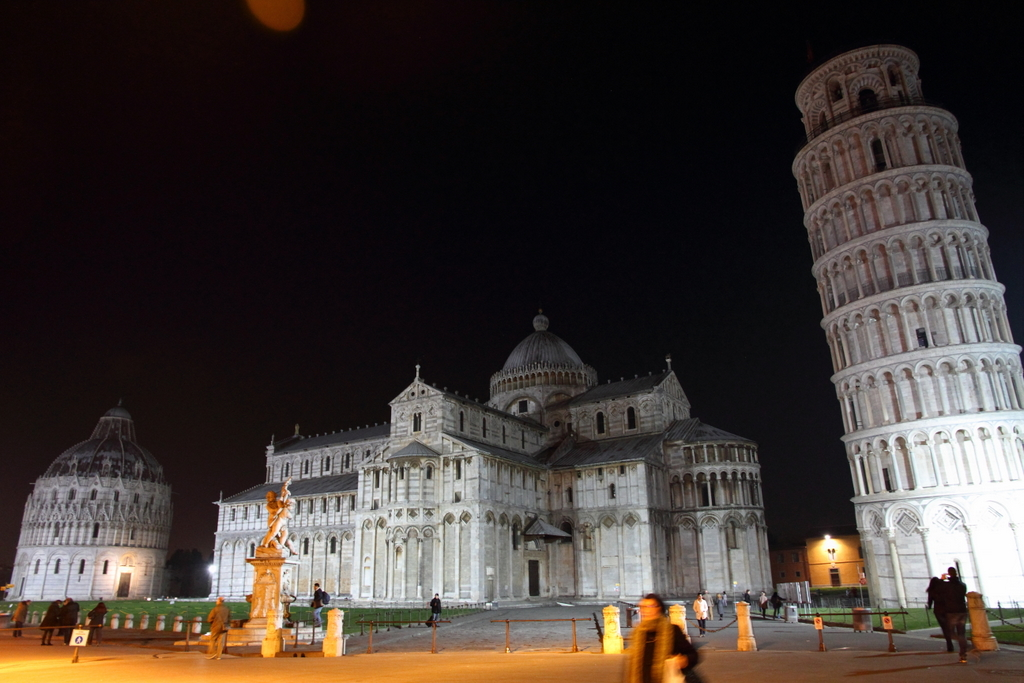
Lutande tornet med katedralen och dopkapellet nattetid.

De massiva bronsportarna gjordes i Giambolognas verkstäder, och ersatte de ursprungliga som förstördes i en bran 1595. Mittporten var gjord i brons och tillverkades omkring 1180 av Bonanno Pisano, medan de andra två troligen var av trä.
Besökarna använde dock aldrig fasadportarna för att komma in utan gick in genom  Porta di San Ranieri (Sankt Ranieris port), framför Lutande tornet, tillverkad omkring 1180 av Bonanno Pisano.
Över portarna finns fyra rader med öppna gallerier på vars topp, statyer med Maria med Jesusbarnet och på hörnen de fyra evangelisterna står.
I fasaden finns även Busketos grav (på vänstra sidan) och en inskription om Katedralens grundläggande och de segerrika slaget mot Saracenerna.
På den östra takkanten, reser sig en kolonn från gaveln på vilken en modern kopia av Pisagripen står. Pisagripen är den största kända Islamiska metallskulpturen, originalet som tidigare ställdes där på 1000- eller 1100-talet finns nu på katedralens museum. 
Interiörens är klädd med svart och vit marmor, har ett förgyllt tak och en kupol med takmålningar. Denna målades till större delen om efter en bran 1595 vilken förstörde det mesta av renässanskonstverken.
Lyckligtvis, överlevde den imponerande mosaiken i absiden med Kristus i majestät, flankerad av Jungfru Maria och evangelisten Johannes, branden. Den väcker mosaikerna i Monreales kyrka på Sicilien. Men det sägs att mosaiken gjordes av Cimabue, endast Johannes huvud gjordes av konstnären år 1302 vilket blev hans sista verk, då han dog i Pisa samma år. Kupolen, i korsmitten, dekorerades av Riminaldi och visar Marias himmelsfärd. 
Galileo Galilei tros ha formulerat sin teori om pendelns rörelse, genom att studera rökelselampans svängande vilket förr hängde från taket i skeppet. En annan lampa hänger där idag. Den gamla, mindre och enklare, finns idag i Composanto i Aullakapellet.
De imponerande korintiska kolonnerna i granit mellan skeppet och sidoskeppen kommer ursprungligen från moskén i Palermo, vilken togs av Pisafolk år 1063.
Mittskeppets kassettak ersattes efter branden 1595. Det nuvarande gulddekorerade innertaket bär Medicis släktvapen.
Den välssnidade predikstolen (1302–1310), som också överlevde branden, gjordes av Giovanni Pisano och är ett av den medeltida skulpturens mästerverk. Den togs undan under omdekoreringen och återupptäcktes och sattes inte tillbaka förrän 1926. Predikstolen hålls uppe av släta kolonner (därav två satte uppe på lejonskulpturer) på ena sidan och av karyatider och en telamon på den motsatta: den senare representerar ärkeängeln Mikael, evangelisterna, kyrkan flankerad med de fyra kardinaldygderna och en djärv, naturalistik avbildning av en naken Herkules. En central sockel med de fria konsterna håller uppe de teologala dygderna.
Dagens rekonstruktion av predikstolen är inte den rätta. Den står inte på sin ursprungliga plats, som var närmare högaltaret, och dispositionen av kolonnerna och panelerna är inte den ursprungliga. Originaltrappan (kanske i marmor) har också förlorats.
Den övre delen har nio paneler som dramatiskt visar scener från Nya Testamentet, huggen i vit marmor med en Chiaroscuroeffekt och separerade med figurer av profeter: Bebådelsen, Massakern av de oskyldiga., Födelsen, Vise männens tillbedjan, Flykten till Egypten, Korsfästelsen, och två paneler med Yttersta domen.
Kyrkan har även benen efter Ranieri Scàcceri, Pisas skyddshelgon och graven efter den tysk-romerska kejsaren Henrik VII, huggen av Tino da Camaino år 1315. Graven, ursprungligen i absiden alldeles bakom högaltaret, har monterats ned och flyttats många gånger under årens lopp av politiska skäl. Sakrofagen står ännu inne i katedralen, men en del statyer sattes ut på Camposanto eller fick kröna fasaderna. De ursprungliga statyerna finns idag i Museum of the Opera del Duomo.
Påven Gregorius VIII var också gravsatt i katedralen. Branden 1595 förstörde hans grav.
Katedralen har en framstående roll i fastställandet av Pisas nyår. Mellan 900-talet och 1749, då Toscanas kalender reformerades, använde Pisa sin egen kalender, i vilken årets första dag inföll den 25 mars, dagen för Jungfru Marias bebådelse och nio månader före den vanliga. Det exakta ögonblicket bestäms av en solstråle som, genom ett fönster på den vänstra sidan, träffar en äggformad hylla på den högra sidan, alldeles ovan predikstolen av Giovanni Pisano. Detta inträffar vid middagstid.
I katedralen finns också en del reliker som tagits hit under korstågen: kvarlevorna av tre helgon (Abibo, Gamaliel och Nikodemus) samt ett kärl som sägs varit en av dem vid Bröllopet i Kana.
Byggnaden, liksom flera andra i Pisa, har tippat något sedan den uppfördes.

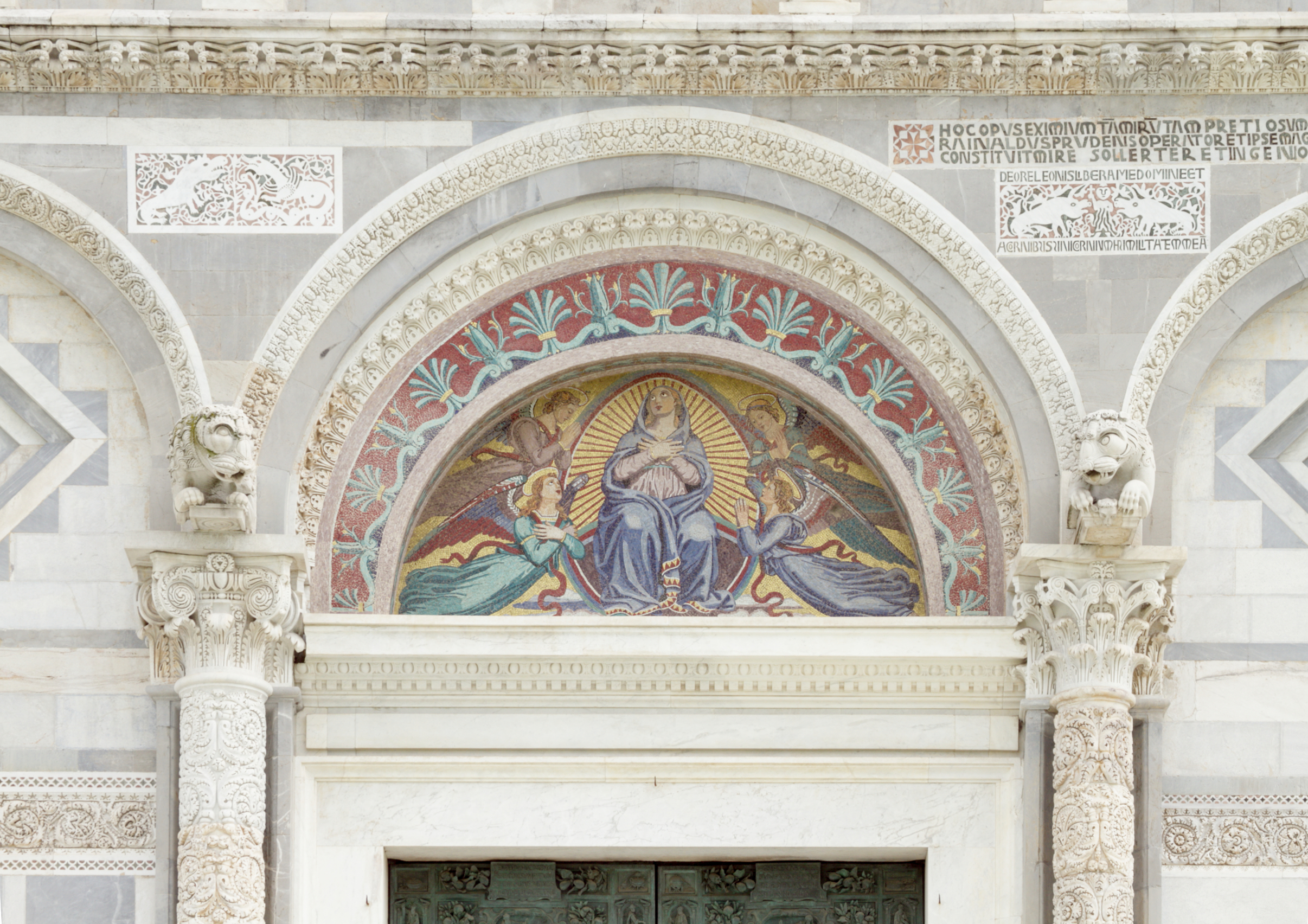
Lunett över katedralens mittport, som avbildar den välsignade Maria av Giuseppe Modena da Lucca
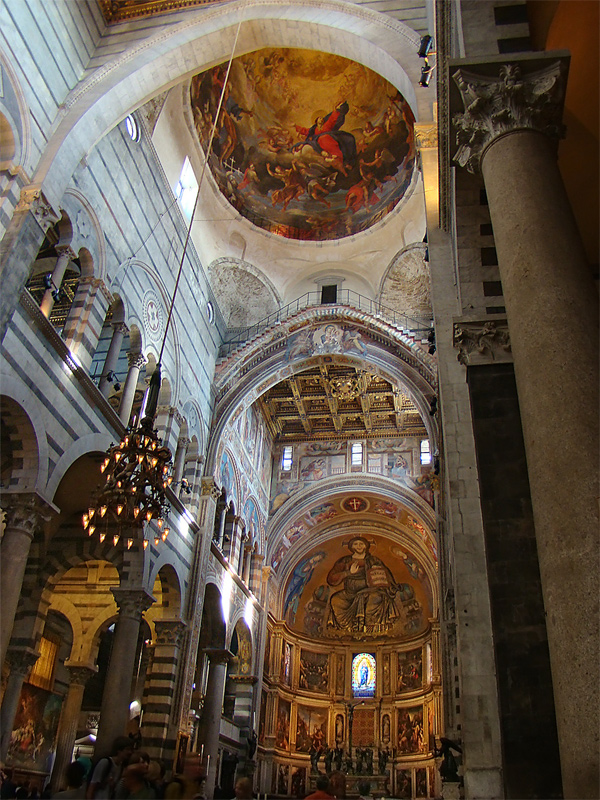
Absiden med mosaik
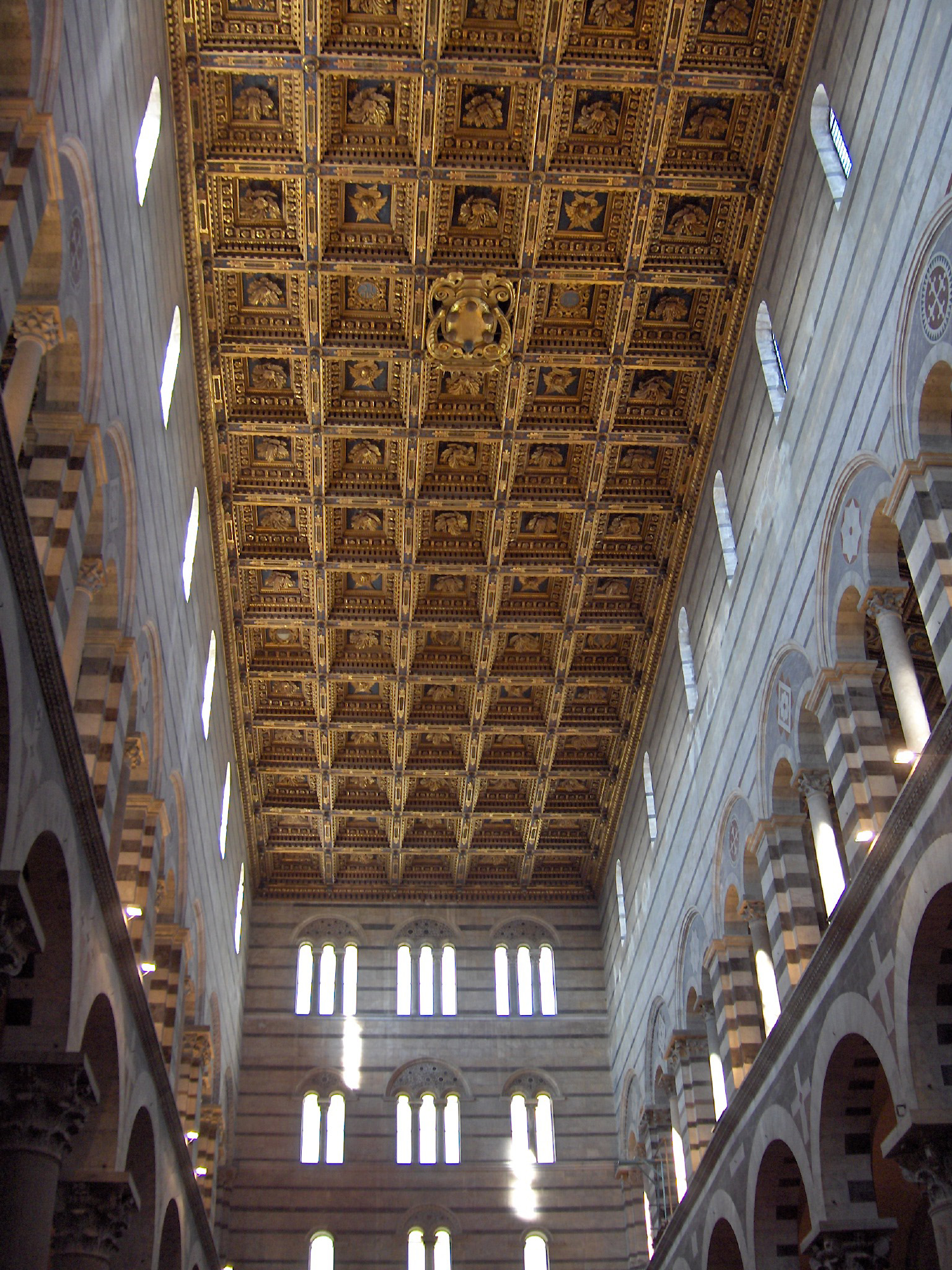
Kassettaket
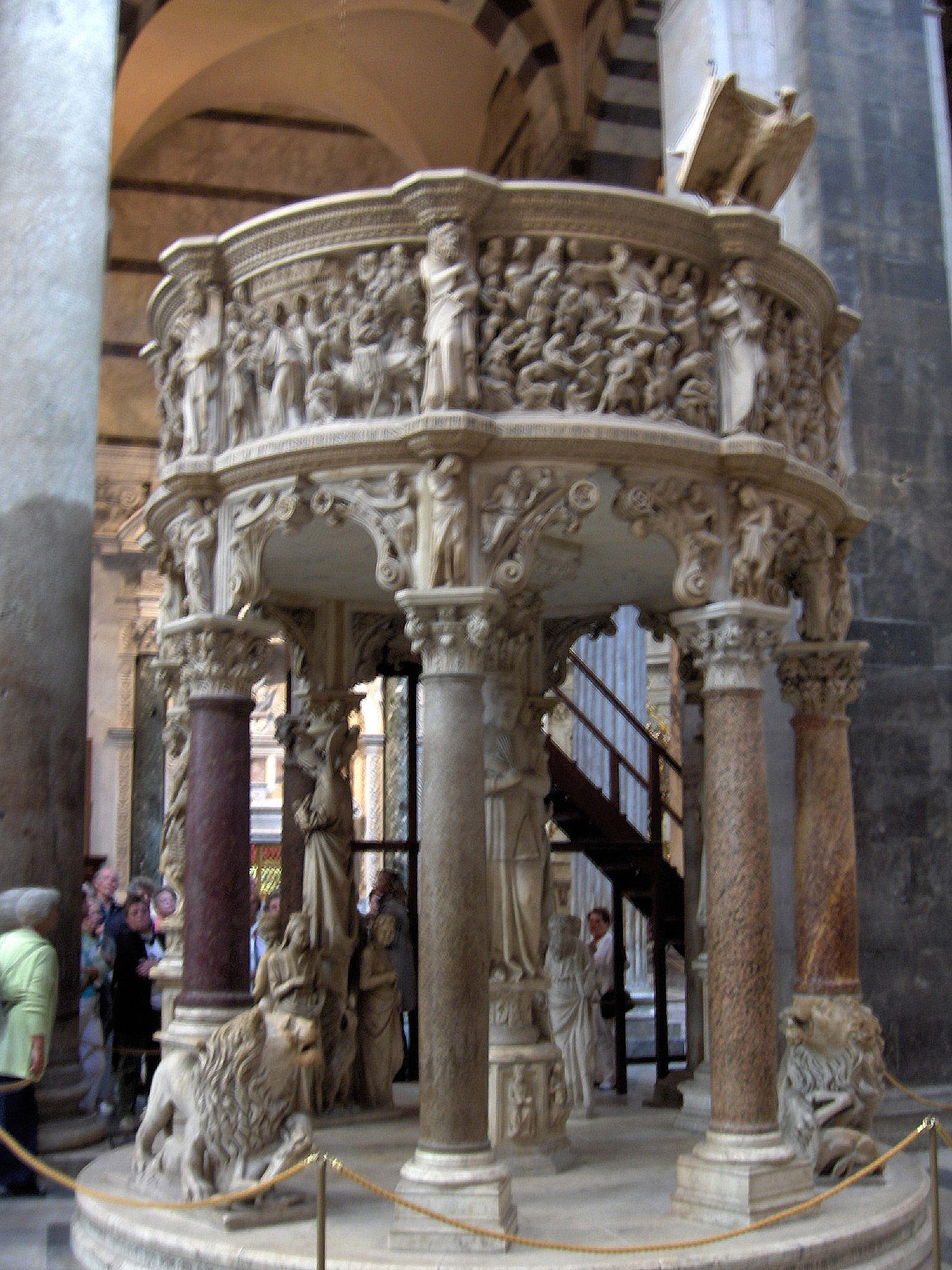
Predikstolen
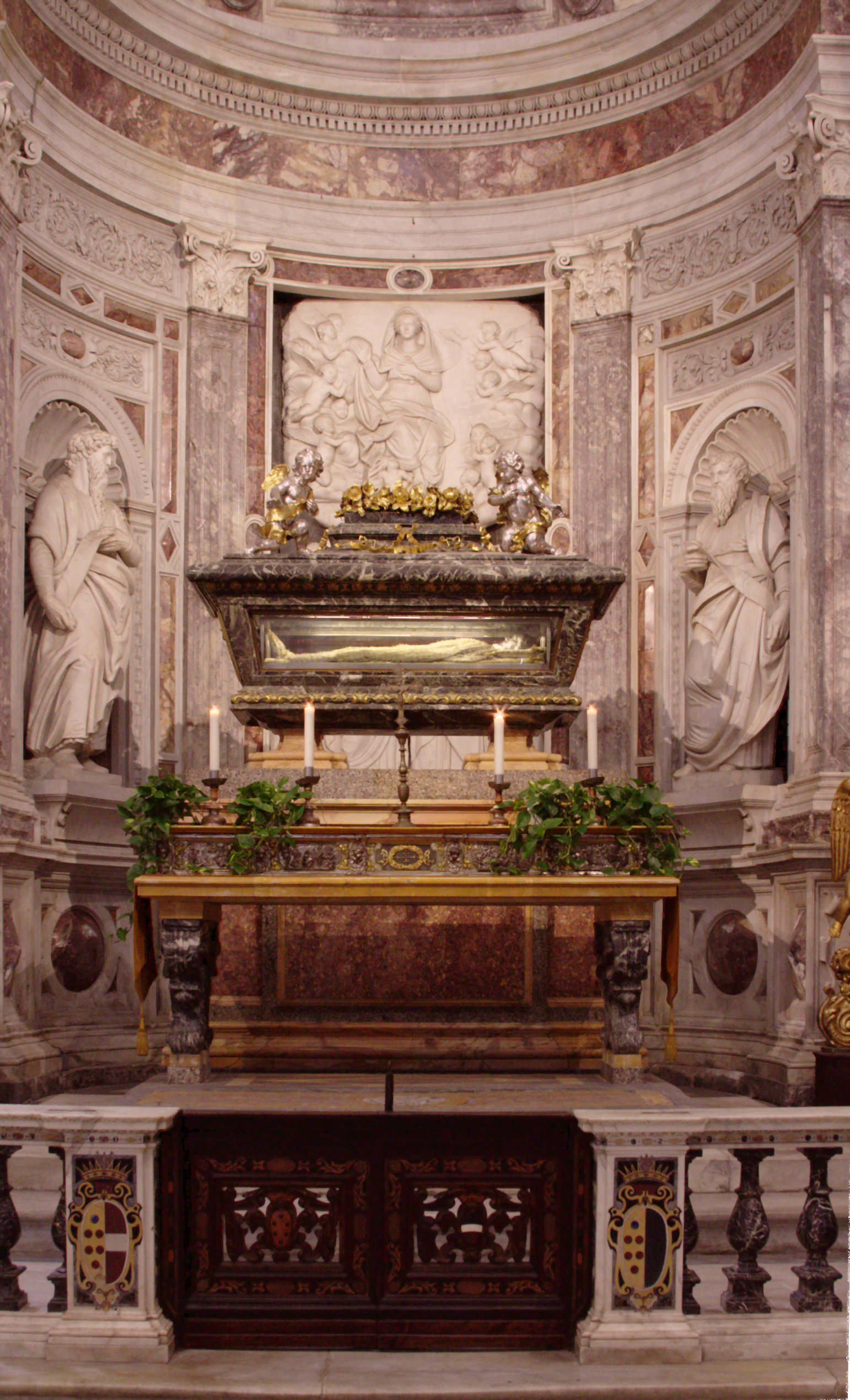
Interiörvy
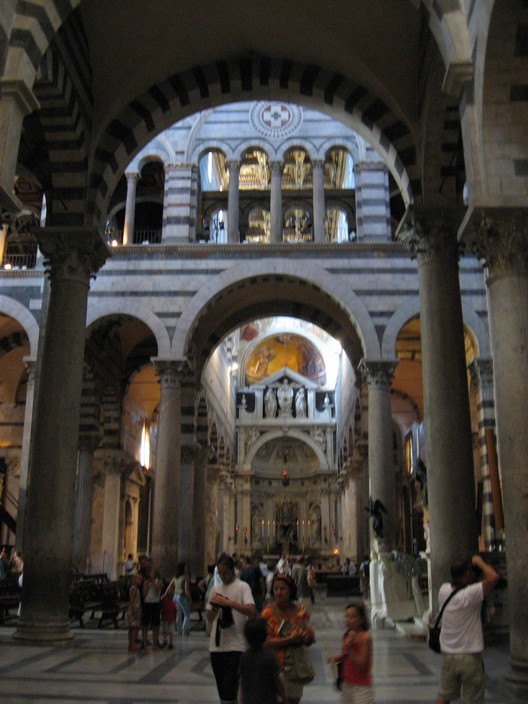
Interiörvy över katedralens centrala del
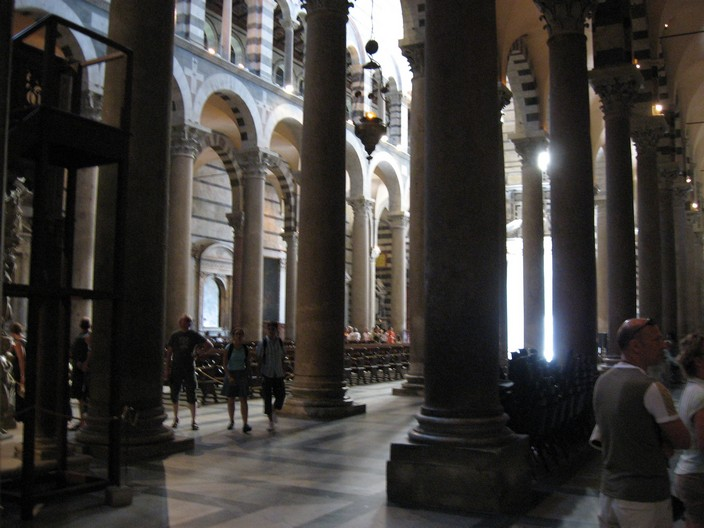
Marmorkolonner

## Battistero di San Giovanni

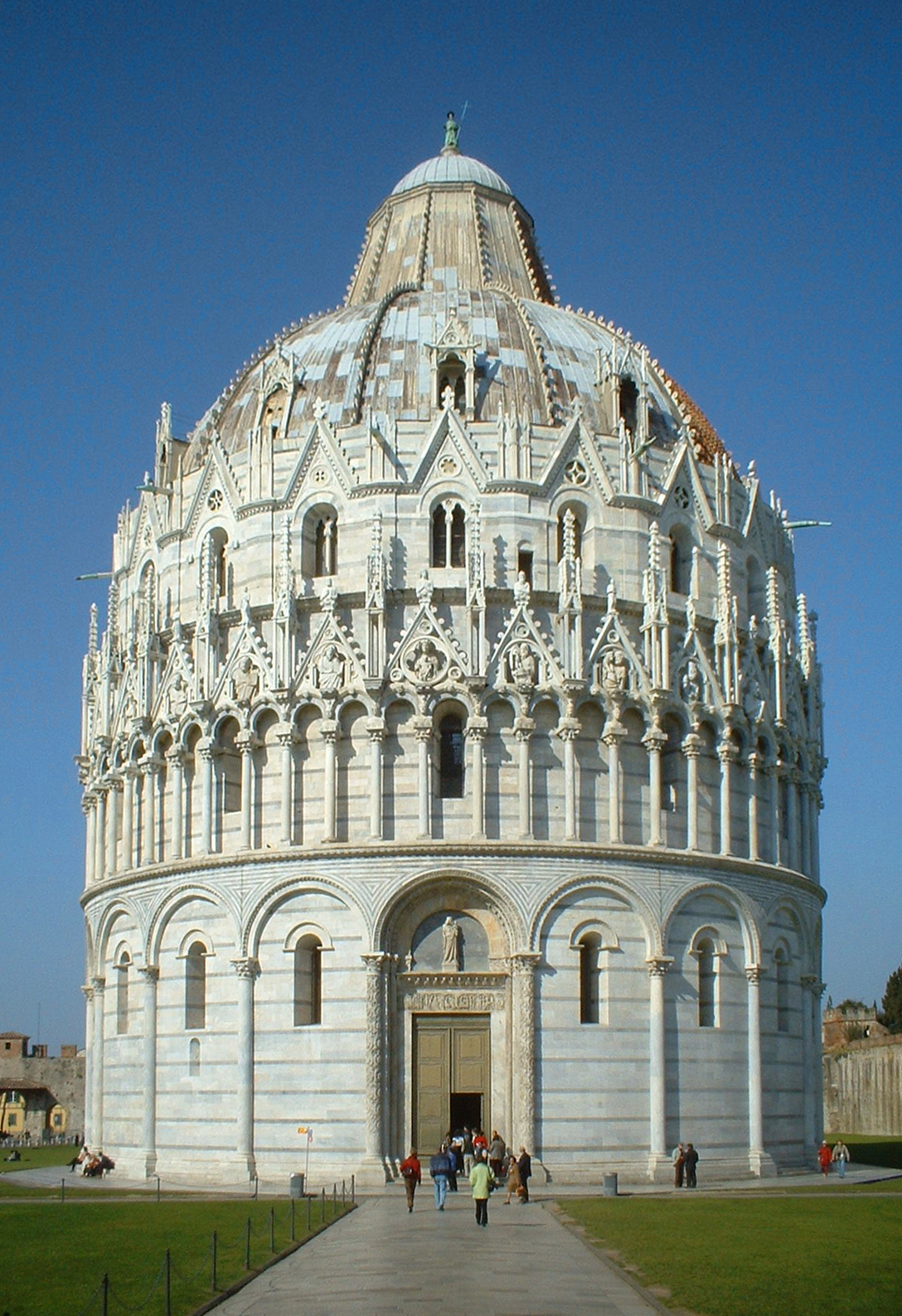
Dopkapellet

Dopkapellet, tillägnat Johannes döparen, står väster om katedralen. Denna runda romanska byggnad började byggas i mitten av 1100-talet: 1153 Mense August fundata fuit haec ("I agusuti månad 1153 grundades här..."). Den uppfördes i romansk stil av en arkitekt känd som Diotisalvi ("Gud-bevare-dig"), som också arbetade på Chiesa del Santo Sepolcro i staden. Hans namn nämns på en pelare på insidan, som Diotosalvi magister. Byggnationen var dock inte klar förrän på 1300-talet, då kapellets loggia, övervåningen och kupolen byggdes i gotisk stil av Nicola Pisano och Giovanni Pisano.
Kapellet, är det största dopkapellet i Italien. Dess omkrets mäter 107,25 meter. Inberäknat Johannes döparens staty ( Taking into account the statue of St. John the Baptist (tillskriven Turino di Sano) på kupolens topp, är den ett par centimeter högre än Lutande tornet.
Portalen, som vetter mot katedralen, flankeras av två klassiska kolonner, medan de inre sidostyckena är utförda i bysantinsk stil. Överliggaren är indelad i två nivåer. Den lägre avbildar flera händelser ur Johannes döparens liv, medan den övre visar Kristus mellan Madonnan och Johannes döparen flankerad av änglar och evangelister.
Den massiva interiören är överväldigande, men är överraskande enkel och saknar dekoration. Den har även en betydande akustik.
Den åttakantiga dopfunten i mitten är från 1246 och gjordes av Guido Bigarelli da Como. Bronsskulpturen av Johannes döpraen i mitten av dopfunten är ett utomordentligt arbete av Italo Griselli.
Predikstolen skulpterades 1255-1260 av Nicola Pisano, far till Giovanni Pisano, konstnären som utförde domkyrkans predikstol. Scenerna på predikstolen, och särskilt den klassiska formen av den nakna Herkules, visar i bästa fall Nicola Pisanos kvaliteter som den viktigaste föregångaren till italienska renässansskulpturen genom återinsättandet av antika avbildningar. Därför, börjar undersökningar kring italienska renässansen vanligen kring år 1260, året då Nicola Pisano datade denna predikstol.

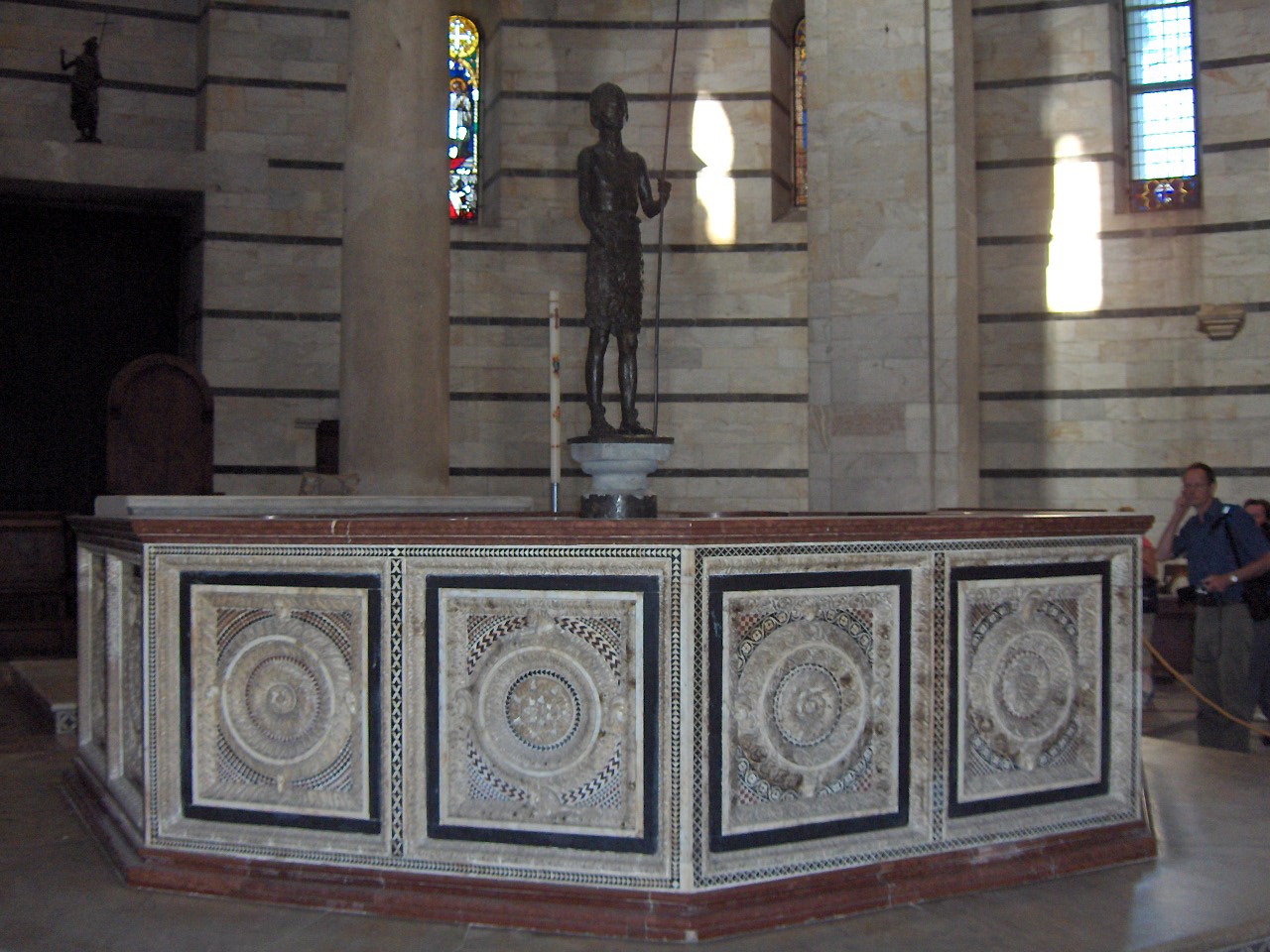
Dopfunt av Guido Bigarelli da Como
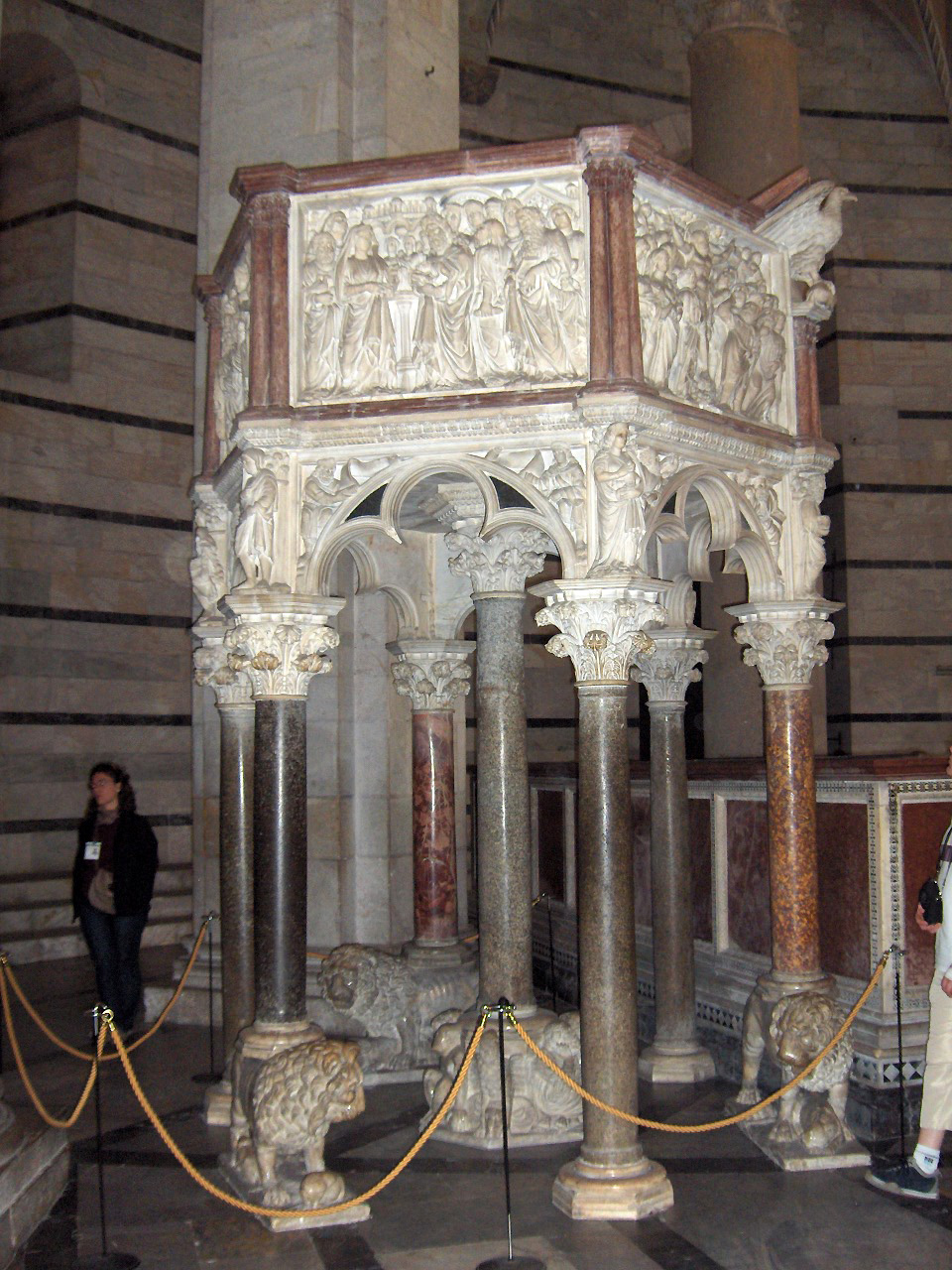
Predikstol av Nicola Pisano
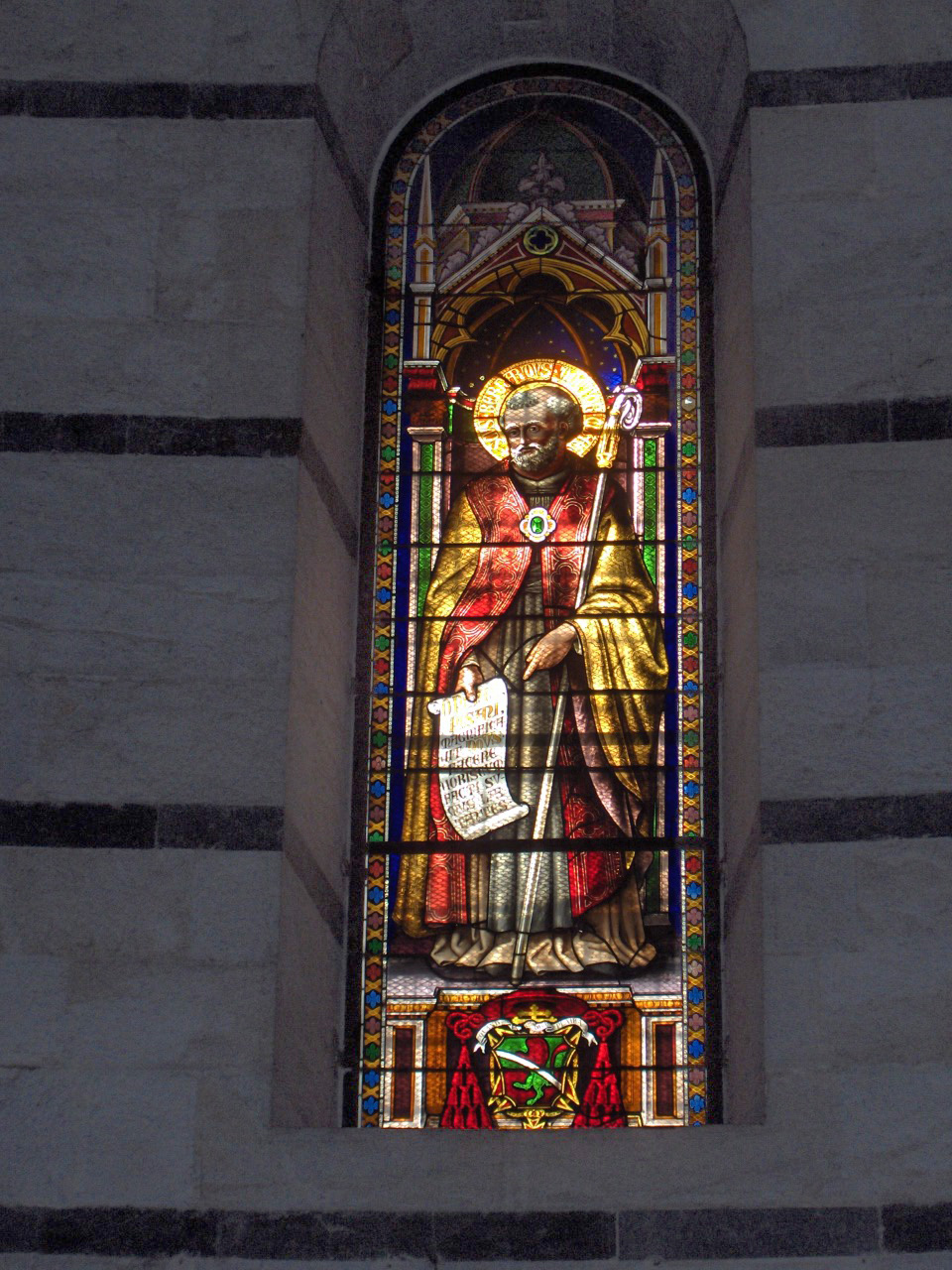
Glasmålning
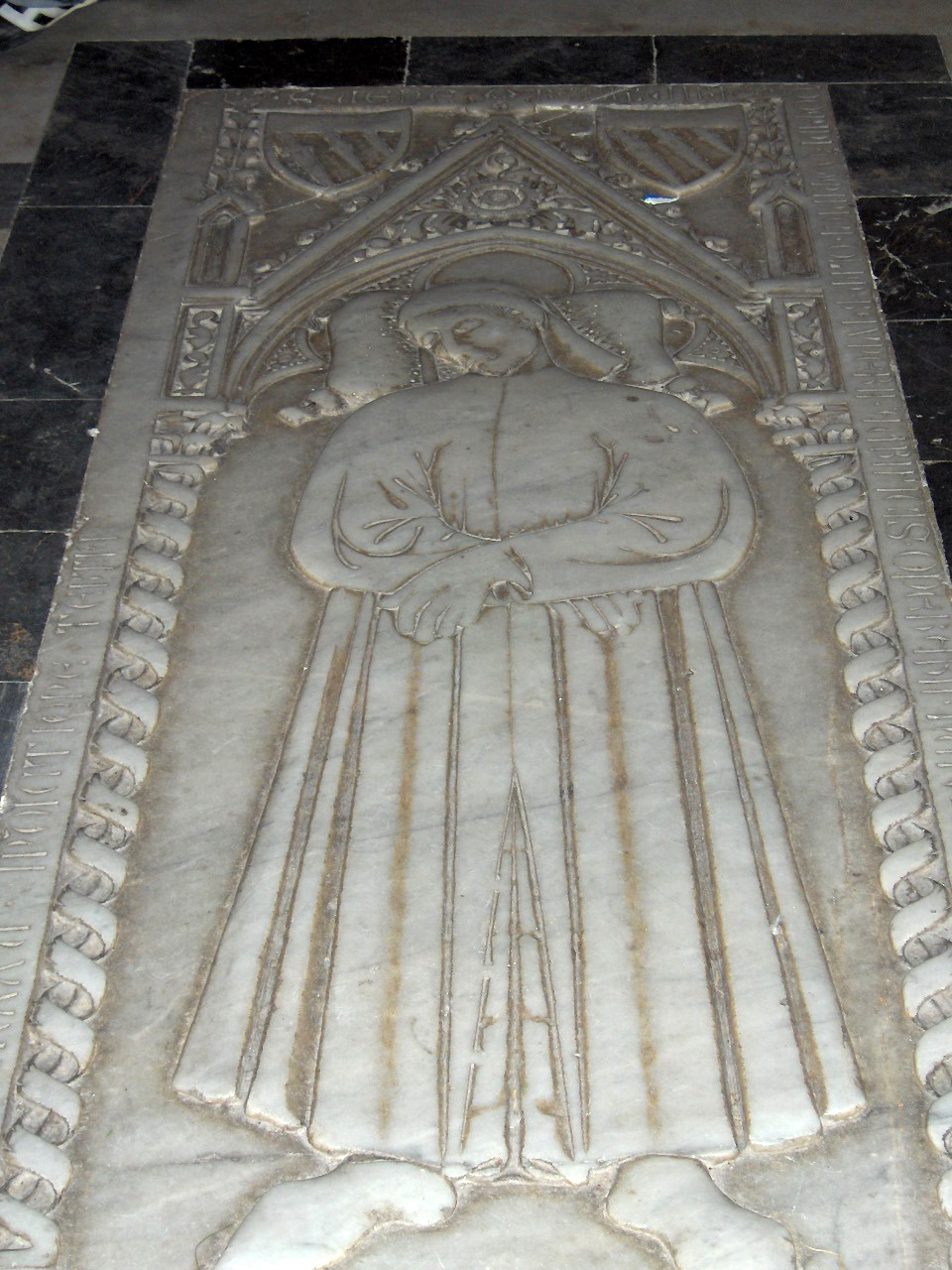
Grav

## Lutande tornet i Pisa

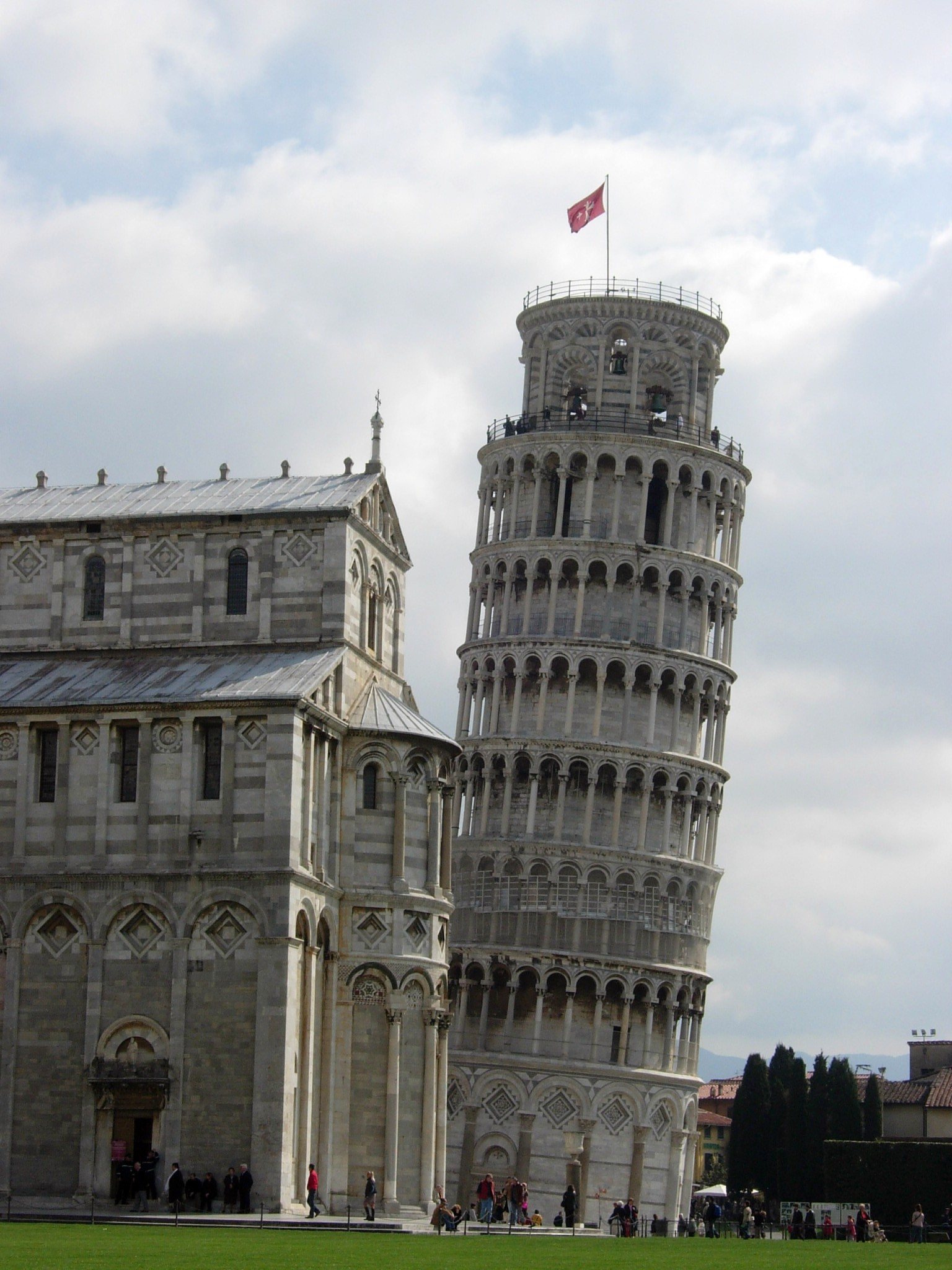
Lutande tornet i Pisa

Katedralens kampanil (fristående klocktorn) ligger bakom katedralen. Byggandet av den sista av de tre större byggnadsverken på torget, inleddes 1173 och ägde rum i tre steg under en tid av 177 år där själva klockrummet kom till 1372. Fem år efter att byggandet börjat, då byggnaden nått det tredje våningsplanet, gjorde den markförhållandena och det svaga fundamentet att byggnaden sjönk på sydsidan. Byggnaden övergavs därefter under ett århundraden vilket gav de underliggande jordmassorna tid att stabiliseras och hindrade byggnaden från att kollapsa. 1271, då byggandet åter kom igång, gjordes de övre våningsplanen något högre på ena sidan än den andra. Den sjunde och sista våningen stod klar 1319. Då lutade byggnaden cirka 1 grad, eller 80 cm i vertikalled. När den lutade som mest, mätt före 1990, var lutningen omkring 5,5 grader. 2010 hade lutningen minskats till 4 grader.
Klocktornet är ungefär 60 meter högt och byggdes för att hysa totalt sju större klockor:
- 1:a klockan (medsols): L'Assunta, gjuten 1654 av Giovanni Pietro Orlandi, vikt 3,620 kg
- 2:a klockan: Il Crocifisso, gjuten 1572 av Vincenzo Possenti, vikt 2,462 kg
- 3:e klockan: San Ranieri, gjuten 1719-1721 av Giovanni Andrea Moreni, vikt 1,448 kg
- 4:e klockan: La Terza (Första mindre), gjuten 1473, vikt 300 kg
- 5:e klockan: La Pasquereccia eller La Giustizia, gjuten 1262 av Lotteringo, vikt 1,014 kg
- 6:e klockan: Il Vespruccio (Andra mindre), gjuten på 1300-talet och åter 1501 av Nicola di Jacopo, vikt 1,000 kg
- 7:e klcokan: Dal Pozzo, gjuten 1606 och åter 2004, vikt 652 kg (1,437 lb)[5]
- Antal trappsteg till toppen: 296[6]

## Camposanto monumentale

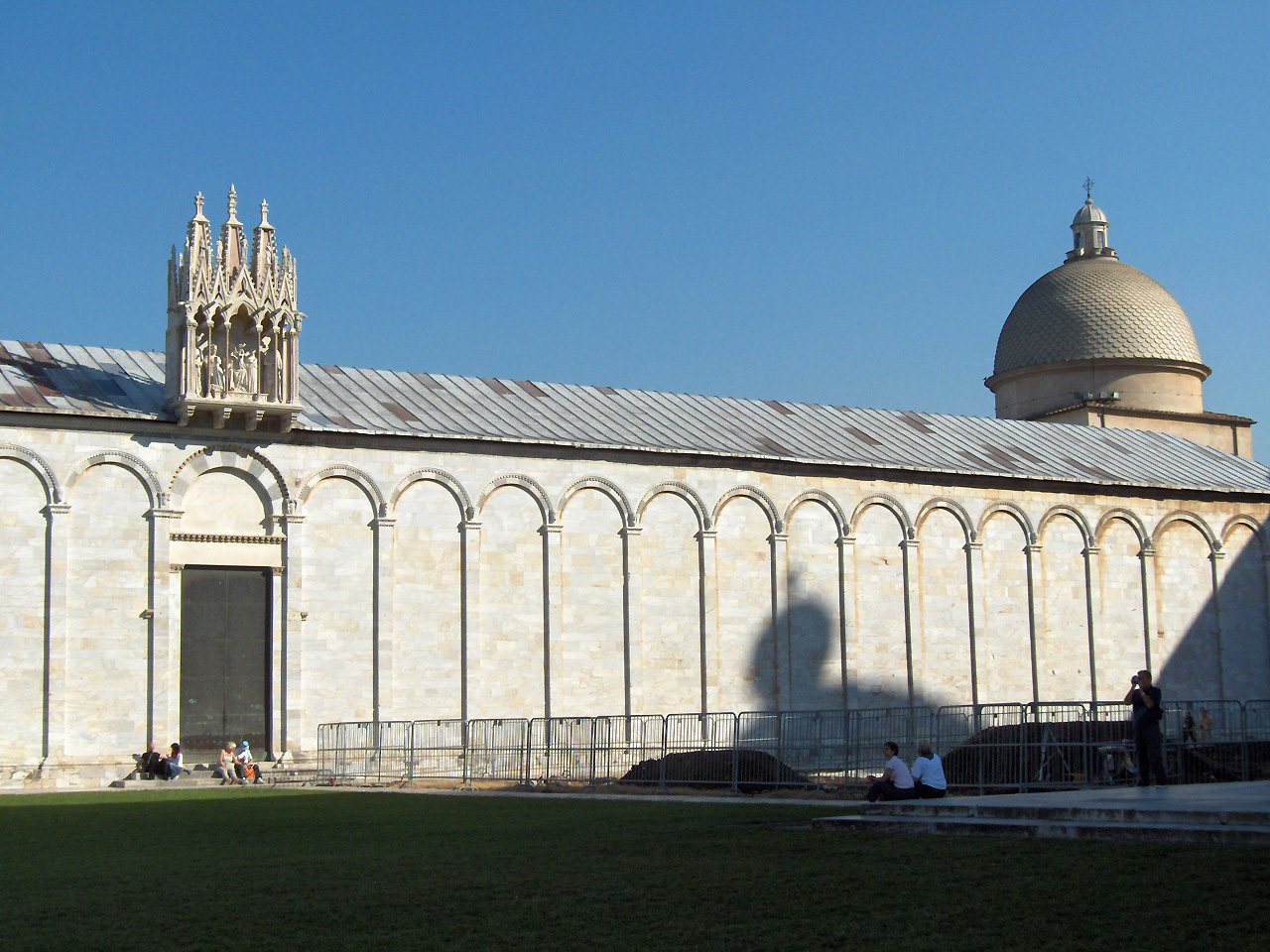
Camposanto

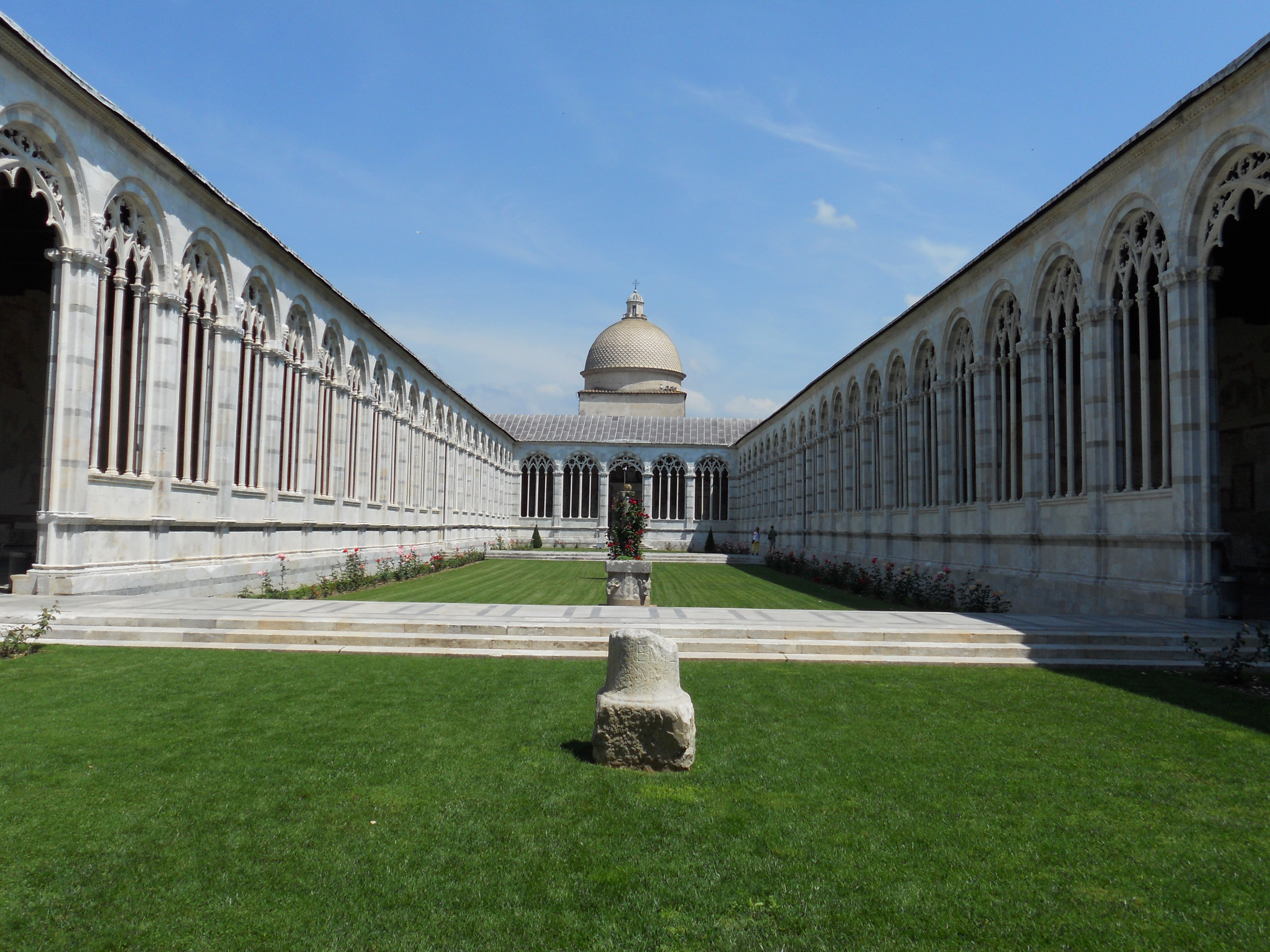
Innergården på Camposanto

Camposanto, även känd som Camposanto monumentale ("monumentala kyrkogården") eller camposanto vecchio ("gamla kyrkogården"), ligger i torgets norra änden. Denna är en muromgärdad begravningsplats, som många hävdar är den vackraste kyrkogården i världen. Den sägs ha byggts kring en skeppslast helig jord från Golgata som tagit till Pisa under Fjärde korståget av Ubaldo de' Lanfranchi, Pisas ärkebiskop på 1100-talet, därav namnet "Campo Santo" (heliga fältet), sedermera "Camposanto".
Själva byggnaden kring kyrkogården daterar sig ett århundrade senare och restes över den gamla gravplatsen. Byggandet av denna enorma, avlånga gotiska korsgång påbörjades 1278 av arkitekten Giovanni di Simone. Han dog 1284 då Pisa led ett nederlag i Slaget vid Meloria mot Genua. Kyrkogården stod klar först 1278. Den yttre muren består av 43 blinda valv. Det finns två dörröppningar. En till höger är krönt med ett vackert gotiskt tabernakel. Detta innehåller Jungfru Maria med barnet, omgiven av fyra helgon, som är ett arbete från andra halvan av 1300-talet av en efterföljare till Giovanni Pisano. De flesta av gravarna är under valven, några få är dock på den centrala gräsmattan. Innergården omges av genomarbetade runda valv masverk med tunna spröjsar.
Gården hade förr en stor samling romerska skulpturer och sarkofager, av vilka idag endast finns kvar 84. Myrarna täckes då av fresker, den första lades på 1360, den sista omkring tre århundraden senare. Berättelser från Gamla Testamentet av Benozzo Gozzoli (1400-talet) fanns i norra galleriet, medan den södra arkaden var känd för berättelser från Genesis av Piero di Puccio (slutet av 1400-talet). Den mest anmärkningsvärda fresken är den realistiska är Triumfen över döden, ett arbete av Buonamico Buffalmacco. Den 27 juli 1944 släppte dock allierade flyg brandbomber över Pisa. Taket över freskerna började brinna och täckte dessa av samtliga med smält bly utan att helt förstöra dem. Sedan 1945 har restaureringarbeten pågått och idag har Campo Santo återfått sitt ursprungliga utseende.

## Ospedale nuovo di santo spirito

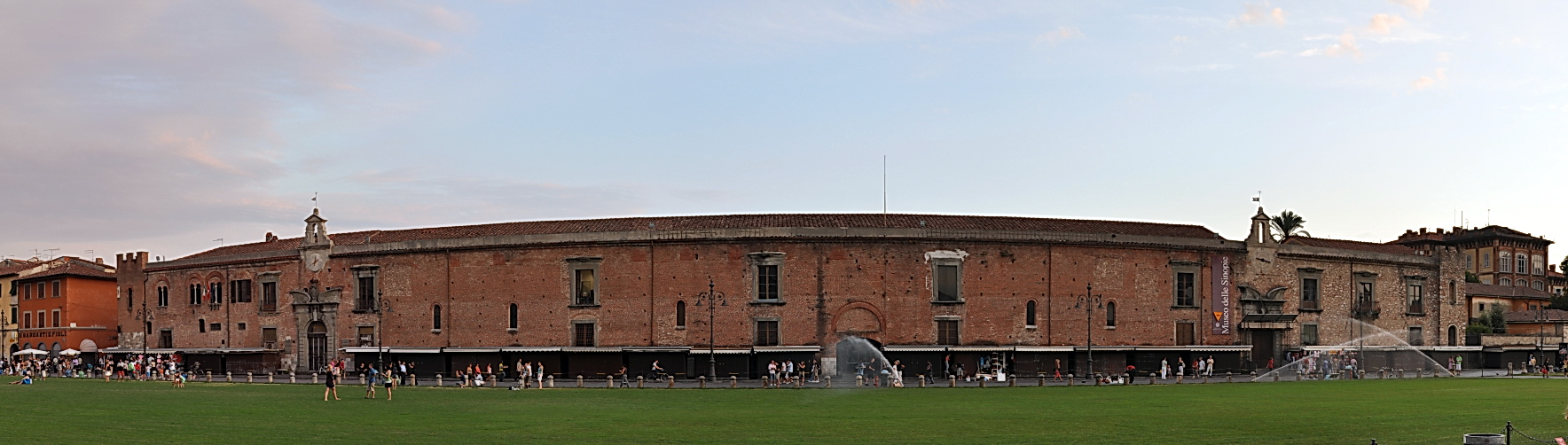
Det gamla sjukhusets byggnad

I torgets sydöstra hörn ligger byggnaden Ospedale Nuovo di Santo Spirito ("Heliga Andens nya sjukhuse"). Sjukhuset uppfördes 1257 av Giovanni di Simone eventuellt över ett redan existerande sjukhus. Sjukhusets funktion var att hjälpa pilgrimer, fattiga, sjuka människor och övergivna barn med tak över huvudet. Namnet ändrades senare till Ospedale della Misericordia ("Barmhärtighetens sjukhus") eller di Santa Chiara ("Sankta Klara"), som var namnet på den lilla kyrkan som ingick i byggnadskomplexet.
Exteriören var i tegel med två ljusfönster i gotisk stil, medan interiören målades i två färger, svart och vit för att imitera marmorfärgen på de andra byggnaderna. Under Medicis dominans i staden, rekonstruerades sjukhuset 1562 efter Florentinska renässansens rättesnören : alla dörrar och fönster modifierades och ersattes med nya rektangulära omgivna av grå sandsten.
Byggnaden är inte längre ett sjukhus. Sedan 1979 inhyser dess mittdel Museo delle Sinopie där Composantofreskernas originalteckningar.